# マクデブルクの半球

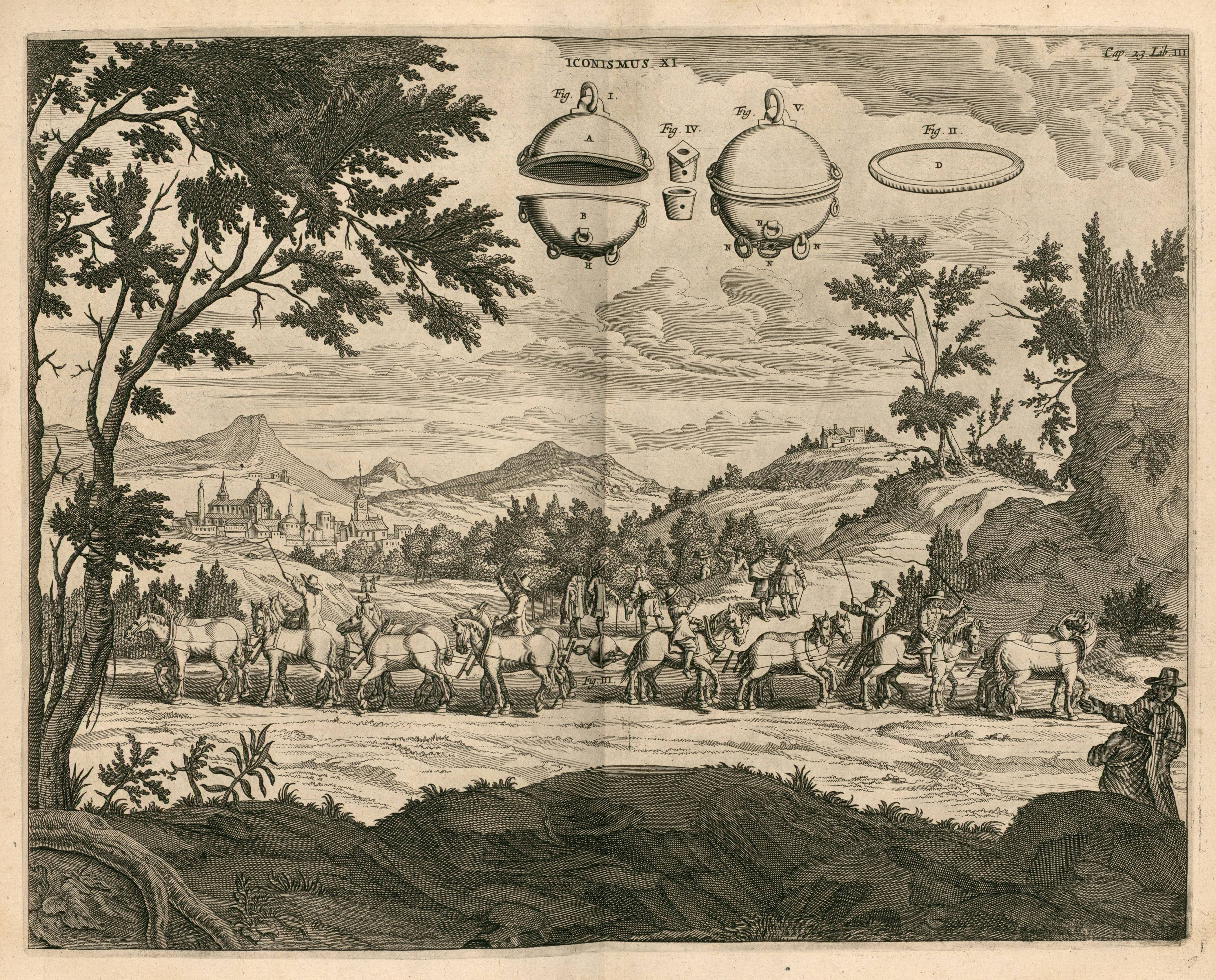
マクデブルクの半球実験

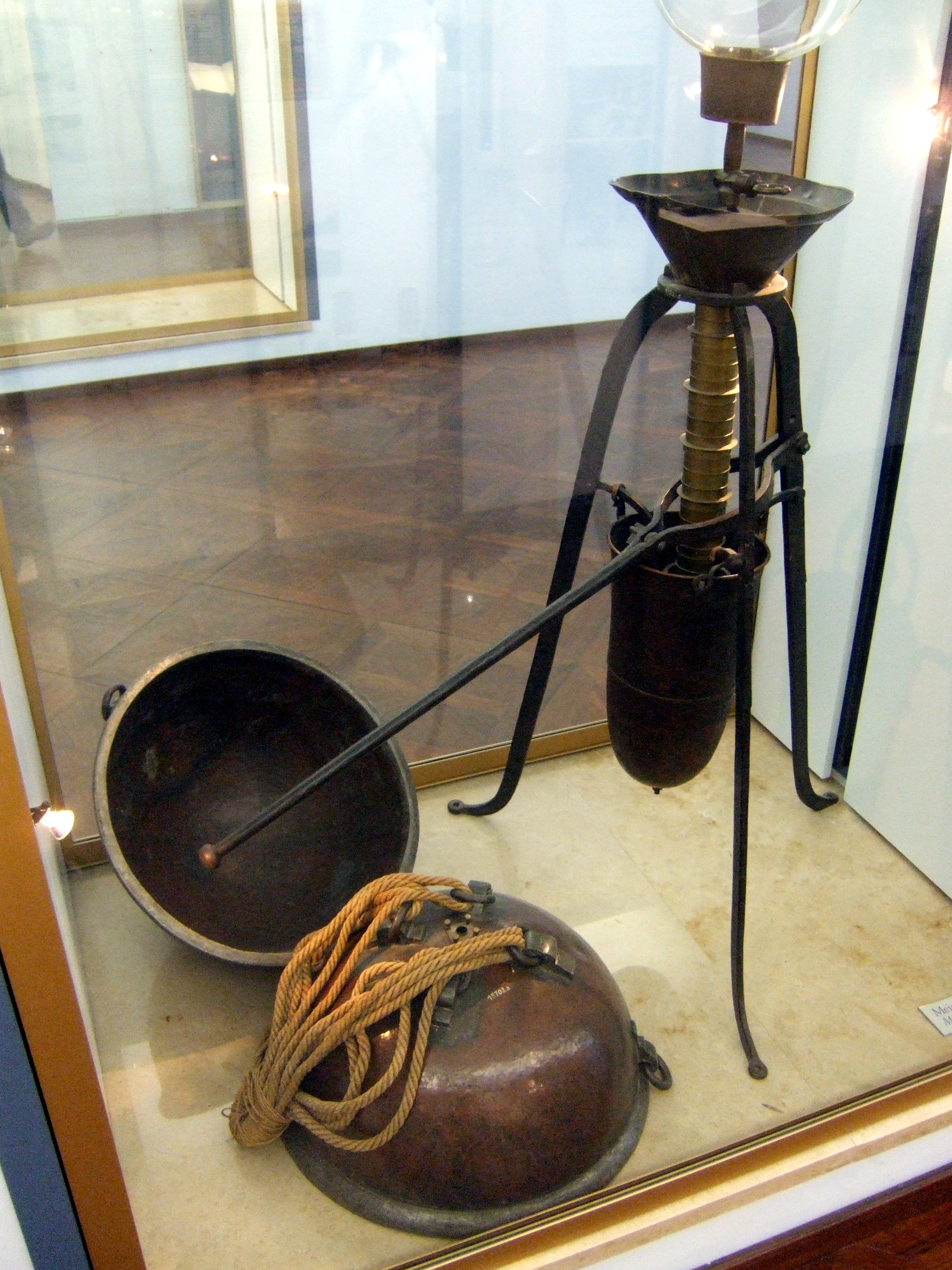
実験に用いられた半球

マクデブルクの半球（マクデブルクのはんきゅう、ドイツ語: Magdeburger Halbkugeln）は、17世紀のドイツでオットー・フォン・ゲーリケが行なった、大気圧を示す実験である。「マクデブルクの半球」の呼び名は、当時ゲーリケがマクデブルク市長であったことに由来する。

## 内容
マクデブルクの半球は直径約60cmの銅製の半球を合わせて気密にし、真空ポンプで中の空気を抜いた状態にした上で引き離す実験である。
アリストテレスの自然学では現実世界には「真空」はないとされ、「自然は真空を嫌う」（natura abhorret vacuum）と考えられていた。ゲーリケは真空に興味を持ち、銅製の2つの半球を合わせ気密にして空気を抜くと引き離すことが困難になり、空気を半球の内側から注入すると容易に離れることを実験で示した。当初、ゲーリケは2つの半球が引き合う原因を理解できなかったが、トリチェリの実験から空気に重さがあることが原因になっていることを知った。
ゲーリケはこの実験を公開実験で行った。最初のものは1654年5月8日、レーゲンスブルクの帝国議事堂前において行われた。空気を抜いた2つの半球はなかなか離れなかったが、左右各8頭の馬が双方から引っ張ってようやく半球を外すことができた。
実験に使用された半球はミュンヘンのドイツ博物館に展示されている。
1970年代にNHKの『ハテナゲーム』で再現された。